# Émile Aerts
Émile Aerts, (Laeken, 3 de abril de 1892-Bruselas, 9 de abril de 1953) fue un ciclista belga, que destacó en las carreras de seis días en qué consiguió siete victorias.
Era tío del también ciclista Jean Aerts.

## Palmarés
- 1922
  - 1.º en los Seis días de Bruselas (con Piet van Kempen)
  - 1.º en los Seis días de París (con Georges Sérès)
- 1924
  - 1.º en los Seis días de Bruselas (con Pierre Rielens)
  - 1.º en los Seis días de París (con Georges Sérès)
- 1925
  - 1.º en los Seis días de Bruselas (con Piet van Kempen)
  - 1.º en los Seis días de Berlín (con Walter Rütt)
- 1927
  - 1.º en los Seis días de París (con Reginald McNamara)